# Didier Burkhalter

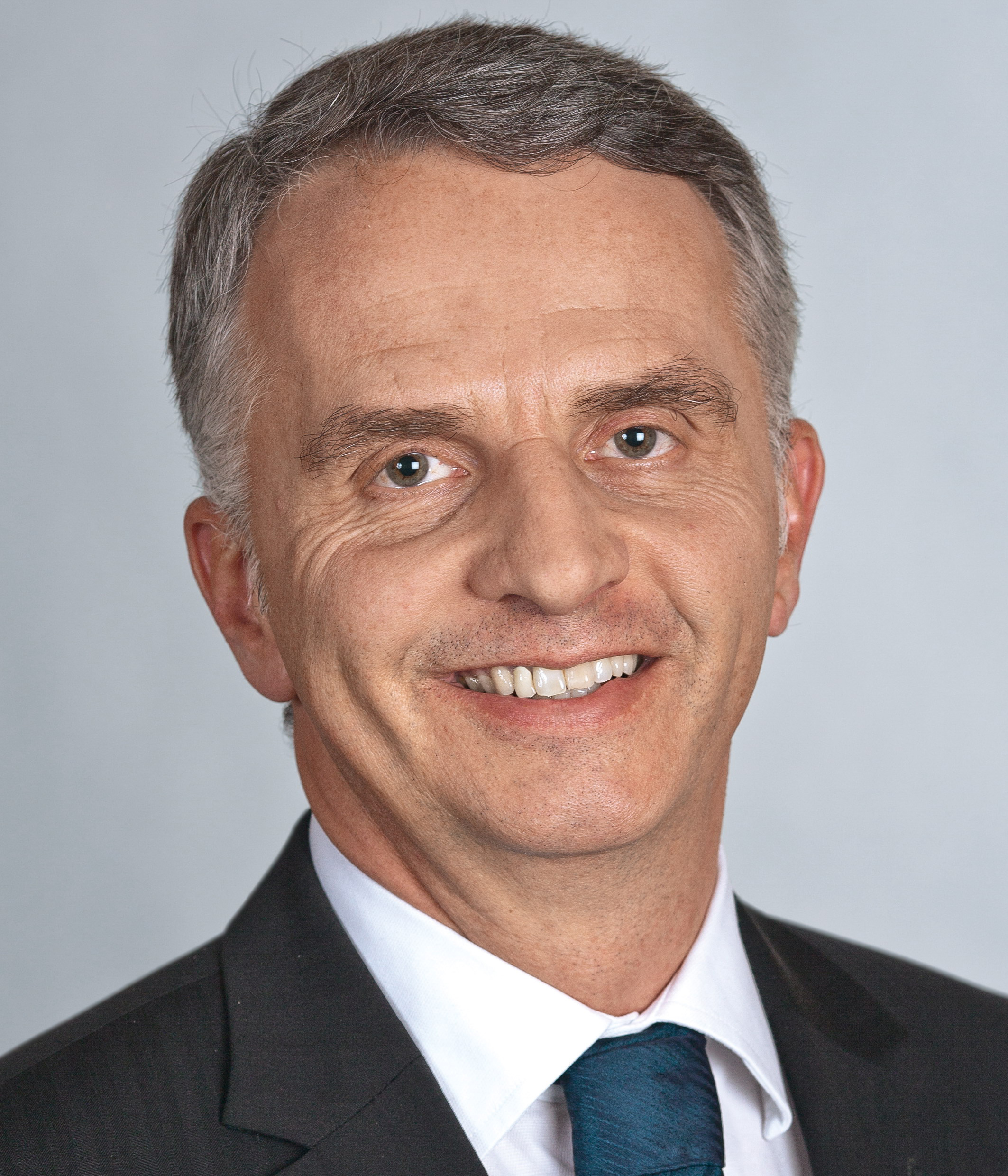
Didier Burkhalter (2011)

Didier Eric Burkhalter (* 17. April 1960 in Auvernier; heimatberechtigt in Neuenburg und Sumiswald) ist ein Schweizer Politiker (FDP). Er war im Jahr 2014 Bundespräsident der Schweizerischen Eidgenossenschaft.

## Politische Laufbahn

### Lokale und kantonale Ebene
Burkhalter war von Mai 1988 bis September 1990 im Gemeinderat (Legislative) von Hauterive politisch tätig. Zwischen Juli 1991 und Juni 2005 amtete er in der Stadtregierung von Neuenburg, daneben gehörte er zwischen Mai 1990 und Mai 2001 dem Grossen Rat des Kantons Neuenburg an.

### National und Ständerat
Ab den Wahlen 2003 bis Dezember 2007 war er im Nationalrat. Bei den Wahlen 2007 wurde er am 11. November im zweiten Wahlgang zum Ständerat gewählt. Ab 2005 war er Vizepräsident der FDP-Liberalen Fraktion der Bundesversammlung, zudem präsidierte er deren Ständeratsgruppe von 2007 bis zu seinem Amtsantritt als Bundesrat.

### Bundesrat

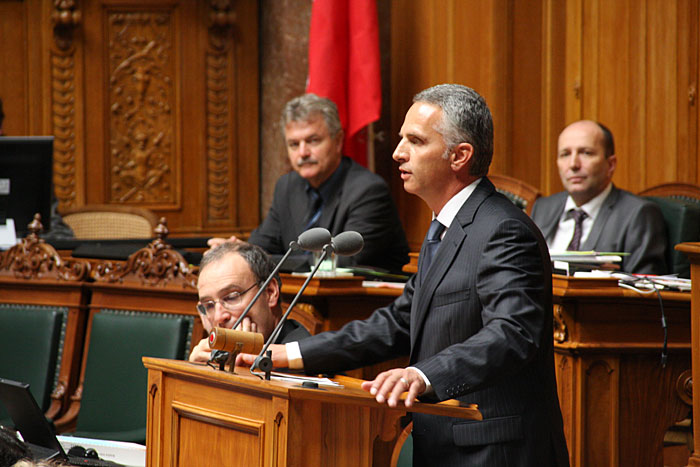
Burkhalter erklärt Annahme der Bundesratswahl 2009

Burkhalter wurde von seiner Partei zusammen mit dem rechtsliberalen Genfer Nationalrat Christian Lüscher für die Bundesratswahl vom 16. September 2009 nominiert. Die CVP portierte einen eigenen Kandidaten, den Freiburger Ständerat und Fraktionspräsidenten Urs Schwaller. Nachdem Lüscher nach dem dritten Wahlgang seinen Verzicht erklärt hatte, erreichte Burkhalter im vierten Wahlgang das absolute Mehr mit einem Vorsprung von 23 Stimmen auf Schwaller. Als Nachfolger Pascal Couchepins übernahm Burkhalter auch dessen Vorsitz im Departement des Innern. Didier Burkhalter trat nach der symbolischen «Schlüsselübergabe» vom 30. Oktober das Amt als Bundesrat offiziell am 1. November 2009 an. Er sagte, die Krankenversicherung stehe ganz oben auf seiner Traktandenliste. Am 16. Dezember 2011 wurde bekannt, dass Burkhalter auf 1. Januar 2012 als Nachfolger von Micheline Calmy-Rey ins Eidgenössische Departement für auswärtige Angelegenheiten wechselt.

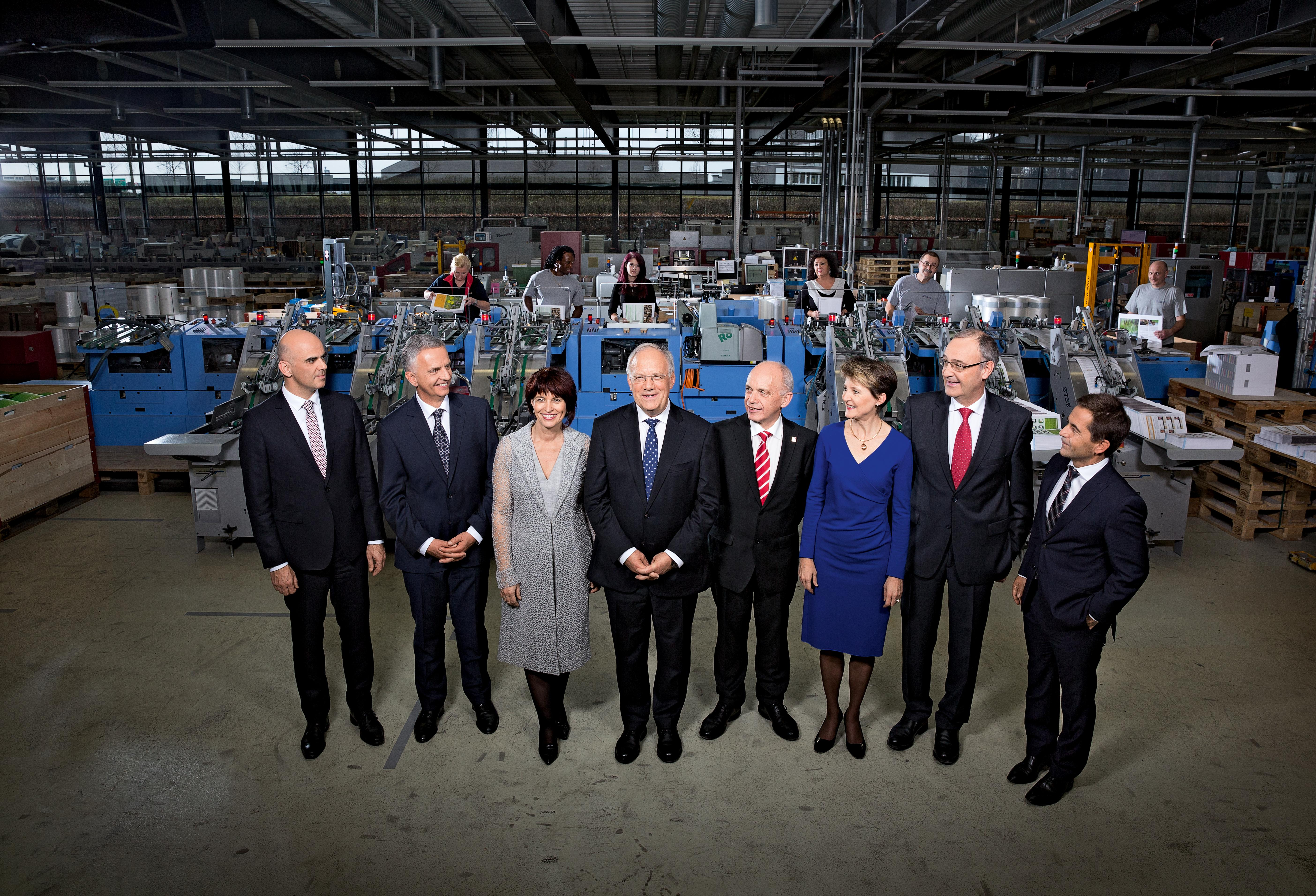
Didier Burkhalter (zweite Position von links) auf dem offiziellen Bundesratsfoto 2016

Am 5. Dezember 2012 wählte ihn die Vereinigte Bundesversammlung mit 205 von 219 gültigen Stimmen zum Vizepräsidenten für das Jahr 2013. Am 4. Dezember 2013 wurde Burkhalter mit 183 von 202 gültigen Stimmen zum Bundespräsidenten 2014 gewählt. Bei den Gesamterneuerungswahlen 2015 am 9. Dezember bestätigte ihn die Vereinigte Bundesversammlung mit 217 von 231 gültigen Stimmen als Bundesrat.
Am 14. Juni 2017 gab Bundesrat Burkhalter seinen Rücktritt per 31. Oktober bekannt. Ende Oktober 2017 trat er von seinem Amt zurück. Nachfolger im EDA ist sein Tessiner Parteikollege Ignazio Cassis.

### Internationale Ebene
Da die Schweiz 2014 den Vorsitz der Organisation für Sicherheit und Zusammenarbeit in Europa (OSZE) hatte, wurde Burkhalter in seinem Präsidialjahr amtierender Vorsitzender der OSZE. Er erklärte, dass sich die Sicherheitslage in Europa im 2014 verschlechtert habe aufgrund der Annexion der Krim.

### Auslandbesuche als Bundespräsident und OSZE-Vorsitzender 2014
| Datum                 | Ort                                                      | Hauptgrund |
| --------------------- | -------------------------------------------------------- | --- |
| 16. und 17. Januar    | Wien ( Österreich)                                       | Treffen mit dem österreichischen Bundespräsidenten Heinz Fischer und Rede vor dem ständigen Rat der OSZE |
| 27. und 28. Januar    | Warschau und Krakau ( Polen)                             | - Treffen mit dem polnischen Präsidenten Bronisław Komorowski - Besuch von durch die Schweiz unterstützten Projekten zur Verminderung der wirtschaftlichen und sozialen Unterschiede in Europa - Besuch des KZ Auschwitz |
| 1. Februar            | München ( Deutschland)                                   | Teilnahme an der Münchner Sicherheitskonferenz |
| 2. bis 6. Februar     | Tokio und Kamakura ( Japan)                              | - Audienz beim japanischen Kaiser Akihito und Treffen mit Kronprinz Naruhito - Treffen mit dem japanischen Premierminister Shinzō Abe                                                                                    |
| 7. und 8. Februar     | Sotschi ( Russland)                                      | Teilnahme an der Eröffnungsfeier der Olympischen Winterspiele 2014 |
| 18. Februar           | Berlin ( Deutschland) und Paris ( Frankreich)            | - Treffen mit der deutschen Bundeskanzlerin Angela Merkel - Treffen mit dem französischen Aussenminister Laurent Fabius                                                                                                  |
| 24. und 25. Februar   | New York City und Washington, D.C. ( Vereinigte Staaten) | - Rede vor dem UNO-Sicherheitsrat - Treffen mit dem US-amerikanischen Vizepräsidenten Joe Biden |
| 5. März               | Paris ( Frankreich)                                      | Teilnahme an einer Konferenz zur Situation in Libyen |
| 24. und 25. März      | Den Haag ( Niederlande)                                  | Teilnahme am Gipfel zur Nuklearen Sicherheit |
| 7. und 8. April       | Helsinki ( Finnland)                                     | Treffen mit dem finnischen Präsidenten Sauli Niinistö und dem finnischen Premierminister Jyrki Katainen |
| 11. April             | Kiew ( Ukraine)                                          | Treffen mit dem ukrainischen Aussenminister Andrij Deschtschyzja |
| 24. April             | Belgrad ( Serbien)                                       | Treffen mit dem serbischen Präsidenten Tomislav Nikolić und dem designierten Ministerpräsidenten Aleksandar Vučić |
| 24. April             | Tirana ( Albanien)                                       | Treffen mit dem albanischen Präsidenten Bujar Nishani |
| 25. April             | Priština und Kosovska Mitrovica ( Kosovo)                | - Treffen mit dem kosovarischen Ministerpräsidenten Hashim Thaçi - Besuch der Swisscoy |
| 6. Mai                | Wien ( Österreich)                                       | Teilnahme an der 124. Sitzung des Ministerkomitees des Europarates |
| 7. Mai                | Moskau ( Russland)                                       | Treffen mit dem russischen Präsidenten Wladimir Putin |
| 7. Mai                | Brüssel ( Belgien)                                       | Treffen mit dem EU-Ratspräsidenten Herman Van Rompuy |
| 12. Mai               | Brüssel ( Belgien)                                       | Teilnahme am Treffen der EU-Aussenminister zur Lage in der Ukraine |
| 2. Juni               | Baku ( Aserbaidschan)                                    | Treffen mit dem aserbaidschanischen Präsidenten İlham Əliyev |
| 3. Juni               | Tiflis ( Georgien)                                       | Treffen mit dem georgischen Präsidenten Giorgi Margwelaschwili und dem georgischen Premierminister Irakli Gharibaschwili                                                                                                 |
| 4. Juni               | Jerewan ( Armenien)                                      | Treffen mit dem armenischen Präsidenten Sersch Sargsjan |
| 6. und 7. Juni        | Kiew ( Ukraine)                                          | Teilnahme an der Amtseinführung des ukrainischen Präsidenten Petro Poroschenko |
| 24. Juni              | Wien ( Österreich)                                       | Treffen mit dem russischen Präsidenten Wladimir Putin |
| 27. und 28. Juni      | Baku ( Aserbaidschan)                                    | Teilnahme an der Jahrestagung der Parlamentarischen Versammlung der OSZE |
| 29. Juli              | Rom ( Italien)                                           | Treffen mit dem italienischen Ministerpräsidenten Matteo Renzi |
| 25. August            | Berlin ( Deutschland) und Tallinn ( Estland)             | - Treffen mit dem deutschen Aussenminister Frank-Walter Steinmeier - Treffen mit dem estnischen Ministerpräsidenten Taavi Rõivas und dem estnischen Aussenminister Urmas Paet                                            |
| 5. September          | Newport ( Vereinigtes Königreich)                        | Teilnahme am NATO-Gipfel |
| 10. September         | Prag ( Tschechien)                                       | - Teilnahme am Wirtschafts- und Umweltforum der OSZE - Treffen mit dem tschechischen Premierminister Bohuslav Sobotka |
| 11. September         | Riga ( Lettland)                                         | Treffen mit dem lettischen Staatspräsidenten Andris Bērziņš und der lettischen Premierministerin Laimdota Straujuma |
| 16. September         | Rostock ( Deutschland)                                   | Teilnahme am jährlichen Treffen der deutschsprachigen Staatsoberhäupter |
| 23. bis 26. September | New York City ( Vereinigte Staaten)                      | Teilnahme an der 69. UNO-Generalversammlung |
| 16. Oktober           | Mailand ( Italien)                                       | Teilnahme am ASEM-Gipfel |
| 28. Oktober           | Berlin ( Deutschland)                                    | Teilnahme an einer Konferenz zur Situation in Libyen |
| 30. Oktober           | Paris ( Frankreich)                                      | Treffen mit dem französischen Präsidenten François Hollande |
| 13. November          | Berlin ( Deutschland)                                    | Teilnahme an der OSZE-Antisemitismuskonferenz |
| 14. November          | Ypern und Brüssel ( Belgien)                             | - Teilnahme an einer Gedenkveranstaltung für die Kriegsopfer des Ersten Weltkriegs - Treffen mit dem König der Belgier Philippe und dem belgischen Premierminister Charles Michel                                        |
| 20. November          | Aşgabat ( Turkmenistan)                                  | Treffen mit dem Präsidenten von Turkmenistan Gurbanguly Berdimuhamedow und dem turkmenischen Aussenminister Raşit Meredow                                                                                                |
| 20. November          | Astana ( Kasachstan)                                     | Treffen mit dem kasachischen Präsidenten Nursultan Nasarbajew |
| 21. November          | Taschkent ( Usbekistan)                                  | Treffen mit dem usbekischen Präsidenten Islom Karimov |
| 22. November          | Duschanbe ( Tadschikistan)                               | Treffen mit dem tadschikischen Präsidenten Emomalij Rahmon |
| 22. November          | Bischkek ( Kirgisistan)                                  | Treffen mit dem kirgisischen Präsidenten Almasbek Atambajew und dem kirgisischen Premierminister Djoomart Otorbajew |
| 27. November          | Berlin ( Deutschland)                                    | Teilnahme am Vierertreffen der deutschsprachigen Aussenminister |
| 9. Dezember           | Bratislava ( Slowakei)                                   | Teilnahme am Treffen der Visegrád-Gruppe |

## Politische Haltung
Burkhalter gehört weder zum rechten noch zum linken Flügel der FDP, befürwortet wirtschaftliche Liberalisierung und eine offene Aussenpolitik und stimmt auch sonst in den meisten Punkten mit der Linie seiner Partei überein. Er ist jedoch kein typischer Wirtschaftsvertreter. Auch tritt er stark für Integration ein, befürwortet beispielsweise das Stimm- und Wahlrecht für Ausländer auf Gemeindeebene.

## Ehrungen
- 2014: Ehrendoktorwürde der Universität Neuenburg[15][16]
- 2015: Schweizer des Jahres 2014[17]

## Privates
Burkhalter studierte Ökonomie, ist seit 1986 mit Friedrun Sabine Burkhalter (geb. Schuchter) verheiratet, lebt in Neuenburg und hat mit seiner Frau drei Söhne.